# IC 1630
IC 1630 — галактика типу Sb (компактна витягнута галактика) у сузір'ї Фенікс.
Цей об'єкт міститься в оригінальній редакції індексного каталогу.